# Oldenlandia nervosa
Oldenlandia nervosa är en måreväxtart som beskrevs av William Philip Hiern. Oldenlandia nervosa ingår i släktet Oldenlandia och familjen måreväxter. Inga underarter finns listade i Catalogue of Life.